# Gare de Genech
Gare de Genech vasútállomás Franciaországban, Genech településen.

## Vasútvonalak
Az állomást az alábbi vasútvonalak érintik:
- Somain-Halluin-vasútvonal

## Kapcsolódó állomások
A vasútállomáshoz az alábbi állomások vannak a legközelebb:
- Gare d’Orchies
- Gare de Cobrieux